# Typhonium diversifolium
Typhonium diversifolium là một loài thực vật có hoa trong họ Ráy (Araceae). Loài này được Wall. ex Schott miêu tả khoa học đầu tiên năm 1853.